# 엑시머 레이저
엑시머 레이저(excimer laser)는 들뜬 상태에서는 결합하고 바닥상태에서는 흩어지는 화학종을 이용한 레이저다. 엑시머란 들뜬 상태에서는 이합체로 결합하고 바닥상태에서는 흩어지는 화학종이고 엑시플렉스란 들뜬 상태에서는 결합하고 바닥상태에서는 흩어지는 서로 다른 원자로 된 화학종이므로 엄밀히는 엑시머 레이저와 엑시플렉스 레이저를 구별하여야 하나 관용적으로 구분하지 않고 사용된다.
파장이 짧은 자외선인 엑시머 레이저는 물체나 생체조직을 태우지 않고 결합을 끊을 수 있기 때문에 라식 등의 의학이나 포토리소그래피(Photolithography)등 다양한 용도로 쓰인다.

## 역사
모스크바의 레데예프 물리학 연구소에서 니콜라이 바소프, V. A. Danilychev, Yu. M. Popov가 1970년에 172 nm 파장의 유도 방출을 제공하기 위해 전자 빔으로 들뜨게 한 제논 이합체 (Xe2)를 이용하여 발명하였다.

## 파장 결정
엑시머 레이저의 파장은 사용되는 분자에 따라 달라지며, 자외선에 보통 존재한다:
| 엑시머 | 파장         | 상대력(Relative Power) mW |
| ------ | ------------ | ------------------------- |
| Ar2*   | 126 nm       |                           |
| Kr2*   | 146 nm       |                           |
| F2*    | 157 nm       |                           |
| Xe2*   | 172 & 175 nm |                           |
| ArF    | 193 nm       | 60                        |
| KrF    | 248 nm       | 100                       |
| XeBr   | 282 nm       |                           |
| XeCl   | 308 nm       | 50                        |
| XeF    | 351 nm       | 45                        |
| KrCl   | 222 nm       | 25                        |

## 같이 보기
- 무어의 법칙
- 포토리소그래피